# Henri Pensis
Henri Pensis (3 novembre 1900 – 1er juin 1958), est un chef d'orchestre luxembourgeois, compositeur et violoniste.
Pensis est né dans le quartier de Clausen à Luxembourg ville. En 1933, il fonde et devient le premier chef d'orchestre luxembourgeois de l'Orchestre philharmonique du Luxembourg. Il migre aux États-Unis en 1940 pour y diriger l'Orchestre Philharmonique de New Jersey et l'orchestre symphonique de Sioux City. Il a dirigé au moins trois concerts au Carnegie Hall.

## Œuvres
- Soir d'été (poème symphonique)
- Fugue classique
- Suite pour orchestre
- Scène de danse pour orchestre
- Nockes an Nackes (comédie musicale)
- Hymne solennel
- Fantaisie de Noël

D'autres œuvres conservées dans les archives sont pour partie demeurées à l'état de manuscrits.

### Œuvres connues
- Fir d'Fräiheet
- Op der Juegd
- D'Fréijoerslidd